# Enhalus acoroides

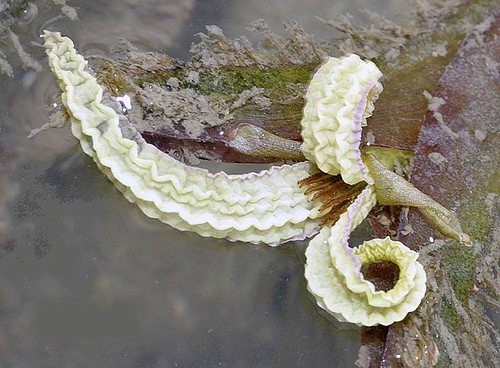
Kwiat żeński

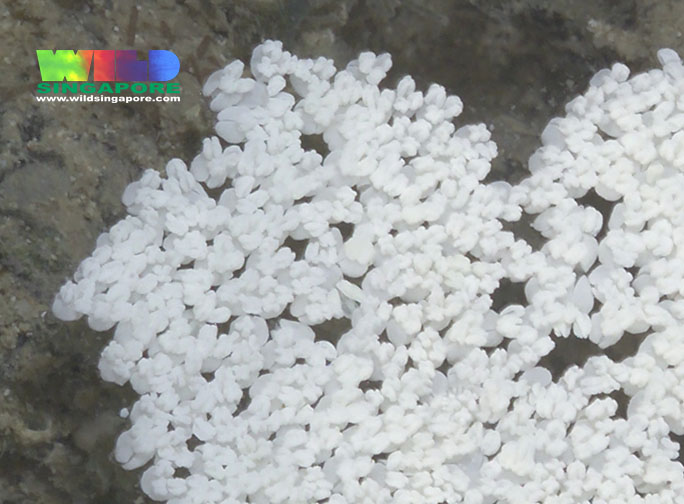
Kwiaty męskie

Enhalus acoroides (L.f.) Royle – gatunek traw morskich z monotypowego rodzaju Enhalus z rodziny żabiściekowatych, występujących w strefie równikowej i zwrotnikowej od Afryki do Azji i Oceanii. Jest to jedyny gatunek traw morskich, którego kwiaty nie są zapylane za pomocą wody. Znajduje wiele zastosowań, przede wszystkim z uwagi na jadalne i włókniste owoce oraz właściwości lecznicze.

## Zasięg występowania
Trawa morska z gatunku Enhalus acoroides żyje w ciepłych wodach Oceanu Indyjskiego, Morza Czerwonego i Spokojnego. Występuje wzdłuż wybrzeży Afryki (od północnego Mozambiku do Somalii i Egiptu), Półwyspu Arabskiego (od Izraela do Jemenu), południowych Indii, Malediwów, Sri Lanki, Indochin (od Mjanmy do Wietnamu), Hongkongu, Nansei, Półwyspu Malajskiego, wysp Azji Południowo-Wschodniej, Papui-Nowej Gwinei, północnej Australii, Nowej Kaledonii, Karolin i Marianów.

## Morfologia
PokrójZanurzone trawy morskie.
ŁodygaRozrosłe kłącze, o długości 10–20 cm i średnicy 3–5 mm, z włóknistymi pozostałościami pochew liściowych.
LiścieRośliny tworzą od 2 do 6 równowąskich lub wstęgowatych liści o długości od 30 do 150 cm i szerokości 1–2 cm, całobrzegich, o tępym wierzchołku, tworzących u nasady pochwę liściową. Użyłkowanie równoległe, składające się z 13–19 żyłek. Funkcje mechaniczne pełnią zwłaszcza dwie żyłki brzegowe, które zachowują się zwykle także po zgniciu liścia w postaci dwóch, czarno połyskujących nitek.
KwiatyRośliny dwupienne. Kwiaty jednopłciowe. Liczne, drobne kwiaty męskie osadzone są na krótkich szypułkach i zebrane w kwiatostan. Kwiatostan ten wsparty jest dwiema siedzącymi, pochwiastymi podsadkami. Wyrasta na pędzie kwiatostanowym, osiąga długość 40–50 cm i w okresie kwitnienia unosi się na powierzchni wody. Okwiat kwiatów męskich jest podwójny, zbudowany z białych, podługowatych działek kielicha o długości około 2 mm i białych płatków korony, większych od działek. Trzy pręciki o długości około 1,5–2 mm, białe, z niemal siedzącymi główkami i otwierającymi się poprzecznie pylnikami. Ziarna pyłku bardzo duże. Kwiaty żeńskie pojedyncze, wyrastają na pędzie o długości 50 cm, otoczone są 2 zachodzącymi na siebie przysadkami o wymiarach 4–6×1–2 cm. Działki kielicha wąsko eliptyczne, czerwonawe. Płatki korony białe, równowąskie, rzemykowate, silnie pofałdowane, brodawkowate, o wymiarach 40–50×3–4 mm. Zalążnia jajowata, z długimi włoskami, zbudowana z 6 zrośniętych owocolistków, przechodząca w 6 dwuklapowych szyjek słupka.
OwoceJajowate torebki, o średnicy 5–7 cm, otwierają się nieregularnie. Nasiona nieliczne, o średnicy 1–1,5 cm.

## Biologia i ekologia
RozwójWieloletnie wodne geofity ryzomowe (hydrogeofity). W wodach o wysokim zasoleniu tworzy dłuższe liście. Kwitnie przez cały rok, jednak najobficiej w lipcu i sierpniu. Jest to jedyny gatunek traw morskich, który kwitnie ponad powierzchnią wody. Rytmika rozwoju i zapylania kwiatów związana jest z rytmem pływów morskich. Kwiaty męskie w okresie dojrzałości odłączają się od kwiatostanów w okresie przypływu i wypuszczają pyłek, zapylający kwiaty żeńskie w czasie odpływu. Po pęknięciu owocu nasiona pływają po powierzchni wody, po czym toną. Szacuje się, że są w stanie rozprzestrzenić się na odległość do 42 km. Po zatonięciu nasiona szybko kiełkują, ukorzeniając siewkę w dnie morskim.
SiedliskoNa obszarze występowania Enhalus acoroides jest szeroko rozpowszechniony w płytkich (do 5 m) wodach morskich strefy przybrzeżnej, przede wszystkich w zatokach. W Tajlandii występuje w słonawych kanałach wodnych i litoralu na błotnistych, błotnisto-piaszczystych i piaszczystych podłożach koralowych. W Zatoce Tajlandzkiej rośnie na grubym podłożu złożonym ze średnio- i gruboziarnistego piasku i gruzu koralowego. W Indonezji na mułach i grubych piaskach. Na Filipinach kolonizuje mętne, spokojne wody zatok i ujść rzek. Na Półwyspie Malajskim jest częsty na błotnistych płyciznach i obszarach odkrywanych przez odpływy.
Cechy fitochemiczneTkanki Enhalus acoroides zawierają flawonoidy i steroidy, wykazujące działanie antyfidantycze na larwy Spodoptera litura, antybakteryjne na różne bakterie morskie i zabójcze dla larw Bugula neritina.
Interakcje z innymi gatunkamiPodwodne łąki Enhalus acoroides stanowią preferowane schronienie wielu gatunków ryb, w tym papugoryb z gatunku Leptoscarus vaigiensis. Rośliny te stanowią składnik diety diugoni przybrzeżnych).

## Systematyka
Należy do monotypowego rodzaju Enhalus, zaliczanego do podrodziny Hydrilloideae Luersson, wchodzącej w skład rodziny żabiściekowatych (Hydrocharitaceae).

## Zagrożenie i ochrona
Gatunek uwzględniony w Czerwonej księdze gatunków zagrożonych (IUCN) ze statusem LC (mniejszej troski).
ZagrożeniaEksploatacja stref przybrzeżnych, przede wszystkim pogłębianie dna morskiego, uszkodzenia przez statki, trawling, budowę portów i farm rybnych, a także zanieszczyszczenia i eutrofizację wody. Z uwagi na siedliska gatunek jest też zagrożony podnoszeniem poziomu oceanów, związanym z globalnym ociepleniem, oraz występowaniem cyklonów i tsunami.
OchronaGatunek jest uwzględniany w wielu krajowych programach ochrony przyrody. W Japonii został uznany za narażony na wymarcie i objęty ochroną gatunkową. W Indiach i Malezji stanowiska tego gatunku objęte są ochroną obszarową rezerwatów morskich. W Afryce objęty jest ochroną obszarową Parku Narodowego Mombasa Marine Park, Mafia Marine Park (organizacji WWF) i Kinondoni Coastal Area. W Tajlandii podwodne łąki tego gatunku objęte zostały ochroną Parku Narodowego Haad Chao Mai.

## Zastosowanie
Rośliny spożywczeNasiona tej trawy morskiej są jadalne. Są spożywane na przykład przez ludność indyjskiej wyspy Pamban. Przed spożyciem nasiona są gotowane lub pieczone w popiele.
Rośliny leczniczeW Afryce korzenie Enhalus acoroides stosowane są przez rybaków jako remedium na jad płaszczek, skorpionów, ryb z rodziny syganowatych. Ponadto roślina ta jest wykorzystywana przy leczeniu bóli mięśniowych, ran i problemów z żołądkiem. Przygotowywany jest też z niej lek przeciwgorączkowy w postaci kadzidła o nazwie mafusho.
Rośliny włóknisteOwoce i pasma łyka z liści tej rośliny dostarczają włókien służących do produkcji tkanin.